# Кам'яний полон
«Кам'яний полон» — радянський художній фільм, знятий режисером Усенжаном Ібрагімовим в 1990 році на студії «Киргизфільм».

## Сюжет
У основу фільму лягли події 1940-х років, пов'язані з будівництвом залізниці через гірську ущелину до озера Іссик-Куль. У будівництві брали участь німецькі військовополонені, репресовані і місцеві жителі. Люди різних національностей з покаліченими долями … Прокладаючи залізницю, людям доводилося долати висотні підйоми, бурхливі річки і селеві потоки, пробивати скелі, що стояли на шляху, викорчовувати дерева, зводити тунелі і мости, стримувати зсуви і ухилятися від каменепадів. Ціною людських життів була протягнута залізнична артерія до Іссик-Куля…

## У ролях
- Н. Дуйшеєв — головна роль
- І. Симонова — другорядна роль
- Микола Олійник — другорядна роль
- Євген Солонінкин — другорядна роль
- Ігор Аїтов — другорядна роль
- Ашир Чокубаєв — другорядна роль
- Джаміля Садикбаєва — другорядна роль
- Світлана Райдугіна — другорядна роль
- Микола Марусич — другорядна роль
- А. Султанов — другорядна роль
- Володимир Больц — другорядна роль
- Гульнара Алімбаєва — другорядна роль

## Знімальна група
- Режисер — Усенжан Ібрагімов
- Сценаристи — Усенжан Ібрагімов, Рудольф Чмонін
- Оператор — Олексій Кім
- Композитор — Осмон Абдібаїтов
- Художник — Умутбек Дюайлобаєв